# Лопес, Диего (футболист, 2002)
Диего Лопес Ногероль (исп. Diego López Noguerol; род. 13 мая 2002, Турон, Астурия) — испанский футболист, нападающий клуба «Валенсия». Победитель Олимпийских игр 2024 в Париже.

## Клубная карьера
Лопес — воспитанник клубов «Фигейредо», «Ксетоса», хихонского «Спортинга», «Реал Мадрид» и «Барселона». В 2021 году игрок подписал контракт с «Валенсией», где начав выступать за дублирующий состав. 29 августа 2022 года в матче против «Атлетико Мадрид» он дебютировал в Ла Лиге. 21 мая 2023 года в поединке против мадридского «Реала» Диего забил свой первый гол за «Валенсию». 

## Международная карьера
В 2024 году Лопес был включён в заявку олимпийской сборной Испании на участие в Олимпийских играх в Париже. На турнире он сыграл в матчах против команд Узбекистана, Доминиканской Республики, Египта и Японии. 

## Достижения
Испания (олимп.)
- Победитель Олимпийских игр — 2024